# Sivan Eldar
Sivan Eldar (hebräisch סיון אלדר; geboren 1985 in Tel Aviv) ist eine israelische Komponistin.

## Ausbildung
Im Alter von fünf Jahren begann Sivan Eldars musikalische Ausbildung mit Singen und klassischem Klavierunterricht. Ihr internationales, vielseitiges Studium führte sie zunächst in die USA, wo sie Komposition, Klavier und Musikethnologie am United World College of New Mexico und am New England Conservatory in Boston/Massachusetts studierte; wobei sie auch Ethik und Gender Studies belegte. Ab 2009 studierte sie an der University of California in Berkeley am Berkeley center for New Media (BCMN), wo der Schwerpunkt auf kreativer Interaktion von Musik und Technologie lag (Center for New Music and Audio Technologies, CNMAT). Ihre Lehrer waren der französische Komponist Franck Bedrossian, Edmund Campion, Professor in Berkeley, die amerikanische Pianistin und Komponistin Cindy Cox und die Jazz-Pianistin und -Komponistin Myra Melford. In Paris setzte Eldar 2016–2017 ihre Studien am Institut de recherche et coordination acoustique/musique (IRCAM) (Forschungsinstitut für Akustik/Musik) bei dem spanischen Komponisten Hèctor Parra fort. Zweimal, 2018 und 2019, wurde Eldar „Composer in Residence“, zuerst am IRCAM Paris, wo sie vor allem mit dem Elektroniker Augustin Muller zusammenarbeitete, und nochmal in Montpellier, wo ihre Komposition A Woman Spilled (Eine verschüttete Frau) aufgeführt wurde.

## Like Flesh (Wie Fleisch)
Nach drei Musiktheater-Produktionen (2017 und 2018) in Zusammenarbeit mit der britischen Dramatikerin Cordelia Lynn entstand Sivan Eldars erste abendfüllende Oper (90 Minuten), die Kammeroper Like Flesh nach einem Libretto Cordelia Lynns. Die Uraufführung der Oper war am 21. Januar 2022 in der Opéra de Lille. Bereits 2021 erhielt das Werk den FEDORA Opera Prize.
Die Textdichterin Cordelia Lynn ließ sich für ihr Opern-Libretto von Ovids Metamorphosen inspirieren, speziell von der Geschichte der Daphne, die sich vor den Nachstellungen Apollons in einen Lorbeerbaum verwandelt. In der Oper geht es um einen Wald und eine Frau, die sich ebenfalls zu ihrem Schutz in einen Baum verwandelt, während das Leben des von der Zerstörung bedrohten Waldes, wo ihr Mann als Holzfäller arbeitet, weitergeht. Baum und Wald (Chor) haben, genau wie die Gesangssolisten, eine musikalische Stimme. Die Musik ist aus natürlichen Klängen komponiert und setzt auch elektronische Klangmittel ein. Bilderfolgen zum Thema Metamorphose der Waldzerstörung werden von Scheinwerfern mittels künstlicher Intelligenz (KI) produziert.
Caroline Sonrier, Direktorin der Operà de Lille, wies auf die Grundmotive der Oper hin: Die (heutige) Fragestellung an den antiken Mythos, so wie ihn Ovid einst beschrieb, ob der Wald, zu dem die verwandelte Frau in der Oper („Wie Fleisch“ oder „Mit Haut und Haar“) gehöre, eine Lösung sei – im Angesicht der Nöte des Waldes selbst.
Anzumerken ist, dass von dem in Paris lebenden spanischen Komponisten Hèctor Parra in jüngster Zeit eine Oper Justice mit vergleichbarem – wenn auch thematisch grundverschiedenem – metaphorischem und zeitkritischem Ansatz wie die Oper Like Flesh seiner ehemaligen Studentin Sivan Eldar aufgeführt wurde.

## Ensemblearbeit
Wie die Oper Like Flesh auch zeigt, arbeitet Sivan Eldar mit international führenden zeitgenössischen Ensembles und Orchestern für moderne Musik zusammen, sowohl im vocalen als instrumentalen Bereich. Genannt seien das Orchestre Philharmonique de Radio France, das italienische Divertimento Ensemble, welches Opernproduktionen durch Kurse und Meisterklassen fördert, das 2002 gegründete Vocalensemble Exaudi, das französische Streichquartett Quatuor Diotima, das zudem mit Klang-verfremdenden Materialien arbeitet, das portugiesische Orquestra Gulbenkian aus Lissabon, der professionelle Kammerchor Accentus und das Orchestre de chambre de Paris.

## Werke
Silvan Eldars Werke wurden bei internationalen Festivals und Akademien mit Moderner Musik und in berühmten Konzertsälen u. a. in Boston, New York, Oslo, Graz, Prag, Paris, Berlin, Kloster Royaumont, Aix-en-Provence, Venedig, Luxembourg, Wien und Donaueschingen aufgeführt, dazu gehören (in Auswahl)
- Compositions for leaves und Tongue of wood (2013)
- Transgression sur l’escalier du diable (2015)
- Heave für sechs Stimmen und Elektronik (2018)
- Solicitations (2019)
- A Woman Spilled (2019)
- Like Flesh Kammeroper (Uraufführung Lille 2022)

Sivan Eldas Werke werden durch den französischen Musikverlag Durand veröffentlicht.